# Алькосаука-де-Герреро (муниципалитет)
Алькосаука-де-Герреро (исп. Alcozauca de Guerrero) — муниципалитет в Мексике, штат Герреро, с административным центром в одноимённом городе. Численность населения, по данным переписи 2010 года, составила 18 971 человек.

## Общие сведения
Название Alcozauca с языка науатль можно перевести как: место жёлтой воды.
Площадь муниципалитета равна 470 км², что составляет 0,74 % от площади штата. Он граничит с другими муниципалитетами Герреро: на севере с Тлалистакилья-де-Мальдонадо, на юго-западе с Метлатоноком, и на западе с Тлапа-де-Комонфортом, а на востоке с другим штатом Мексики — Оахакой.

## Учреждение и состав
Муниципалитет был образован 18 февраля 1869 года, в его состав входит 31 населённый пункт, самые крупные из которых:
| Код INEGI | Населённый пункт                                                            | Численность населения (2005 год) | Численность населения (2010 год) |
| 004       | Всего                                                                       | 16 237                           | 18 971                           |
| 0001      | Алькосаука-де-Герреро (исп. Alcozauca de Guerrero) (административный центр) | 2 484                            | 2 545                            |
| 0020      | Сан-Висенте-Соятлан (исп. San Vicente Zoyatlán)                             | 1 729                            | 1 911                            |
| 0018      | Хочапа (исп. Xochapa)                                                       | 1 520                            | 1 565                            |
| 0009      | Куюстлауак (исп. Cuyuxtlahuac)                                              | 1 015                            | 1 480                            |
| 0017      | Тлауапа (исп. Tlahuapa)                                                     | 1 094                            | 1 292                            |
| 0011      | Искуинатояк (исп. Ixcuinatoyac)                                             | 1 087                            | 1 161                            |
| 0016      | Сан-Мигель-эль-Гранде (исп. San Miguel el Grande)                           | 1 150                            | 1 145                            |
| 0013      | Мельчор-Окампо (исп. Melchor Ocampo)                                        | 686                              | 1 008                            |

## Экономическая деятельность
По статистическим данным 2000 года, работоспособное население занято по секторам экономики в следующих пропорциях: сельское хозяйство, скотоводство и рыбная ловля — 60,1 %, промышленность и строительство — 16,2 %, сфера обслуживания и туризма — 21,5 %.

## Инфраструктура
По статистическим данным 2010 года, инфраструктура развита следующим образом:
- электрификация: 93,1 %;
- водоснабжение: 39,6 %;
- водоотведение: 42,7 %.

## Туризм
Основными достопримечательностями муниципалитета являются:
Архитектура:
- в муниципальном центре: церковь, построенная в XVI веке, а также часовня Святой Моники;
- церковь и часовня в Хонакотлане;
- церковь в Искуинатояке;

Археология:
- археологические находки, установленные в виде памятников в муниципальном центре, Искуинатояке, Сан-Хосе-Лагунасе и Амапилоне.